# Wes Chatham
John Wesley Chatham (ur. 11 października 1978 w Atlancie) – amerykański aktor filmowy i telewizyjny.

## Życiorys

### Wczesne lata
Wes Chatham urodził się i wychował w północnej Georgii. Jego rodzice rozwiedli się, gdy miał dwa lata, dlatego większość dzieciństwa spędził z matką, siostrą i bratem. Matka Chathama zabrała jego siostrę na przesłuchanie do reklamy proszku do prania Tide w Savannah. Czekający na siostrę pięcioletni Wes został zauważony przez dyrektora castingu, który zaangażował go do ogólnokrajowej kampanii marki Tide.
W wieku trzynastu lat Chatham zamieszkał z ojcem i jako zbuntowany nastolatek pozbawiony większego nadzoru został wydalony ze szkoły średniej. Trafił do Give Center w Lawrenceville w stanie Georgia, szkoły drugiej szansy dla młodzieży sprawiającej problemy wychowawcze. Kiedy uczęszczał na zajęcia w Give Center, profesjonalna grupa teatralna z Atlanty rozpoczęła w szkole program mentorski, a Chatham został wybrany do napisania sztuki, którą później wykonali jego koledzy z klasy. Dzięki temu doświadczeniu zainteresował się sztuką.

### Kariera aktorska
Po ukończeniu szkoły średniej Chatham wstąpił do amerykańskiej marynarki wojennej. Przez cztery lata pracował jako strażak lotniskowy na pokładzie okrętu desantowego USS Essex. Na trzy miesiące przed zakończeniem służby jego okręt został wybrany przez Denzela Washingtona do udziału w filmie Antwone Fisher. Dyrektorka castingu Robi Reed odkryła Chathama, kiedy angażowała żołnierzy z okrętu do obsady filmu; było to jego pierwsze doświadczenie filmowe. Reed przekonała Chathama do przeprowadzki do Hollywood, a wkrótce potem obsadziła go w jego pierwszej regularnej roli w serialu Barbershop (Showtime).
Chatham zaczął zwracać na siebie uwagę jako aktor, kiedy Paul Haggis obsadził go u boku Tommy’ego Lee Jonesa jako kaprala Steve’a Penninga w filmie W dolinie Elah. Tommy Lee Jones był nominowany do Oscara dla najlepszego aktora za swoją rolę w tym filmie. W 2009 roku Chatham pracował z Oliverem Stone’em w filmie W., gdzie grał Franka Benedicta z bractwa George’a W. Busha. W 2010 roku dostał kolejną regularną rolę w serialu Jednostka (CBS). Został obsadzony jako sierżant Sam McBride, znany również jako Whiplash, występując obok Davida Mameta i Shawna Ryana. Wystąpił także w filmie grozy Bretta Simmonsa Husk jako Brian Danielson.
W 2011 zagrał w filmie Służące wcielając się w brata głównej bohaterki granej przez Emmę Stone. Obsada filmu zdobyła Nagrodę Gildii Aktorów Ekranowych w 2012 roku. W tym samym roku Chatham zagrał pierwszą rolę tytułową w filmie Joela Silvera Philly Kid wcielając się w zapaśnika Dillona McGwire’a. Chatham, który jest fanem mieszanych sztuk walki, sam wykonywał sceny kaskaderskie.
W 2013 zagrał w filmie This Thing With Sarah wyświetlanym na San Diego International Film Festival, a następnie w dwóch filmach studyjnych: Ujarzmione konie i Miasteczko, które bało się zmierzchu.
W 2014 zagrał kamerzystę Castora w filmie Igrzyska śmierci: Kosogłos. Część 1, a następnie wystąpił w jego kontynuacji. W listopadzie 2015 roku, Chatham zaczął pracę na planie futurystycznego serialu The Expanse w roli Amosa Burtona.

## Życie prywatne
Chatham jest żonaty z prezenterką telewizyjną Jenn Brown. Razem mają dwóch synów: Johna Nasha (ur. 2014) i Rhetta Jamesona (ur. 2016).

## Filmografia

### Filmy fabularne
| Rok  | Tytuł                                | Rola                 |
| ---- | ------------------------------------ | -------------------- |
| 2003 | Wojna pokus                          | Kasjer               |
| 2007 | W dolinie Elah                       | Kapral Steve Penning |
| 2008 | W.                                   | Jimmy Benedict       |
| 2011 | Husk                                 | Brian                |
| 2011 | Służące                              | Carlton Phelan       |
| 2012 | The Philly Kid                       | Dillon               |
| 2013 | Baby Bleed                           | Daddy                |
| 2014 | This Thing with Sarah                | Ethan                |
| 2014 | Miasteczko, które bało się zmierzchu | Danny                |
| 2014 | Igrzyska śmierci: Kosogłos. Część 1  | Castor               |
| 2015 | Ujarzmione konie                     | Ace                  |
| 2015 | Igrzyska śmierci: Kosogłos. Część 2  | Castor               |
| 2016 | Widzę tylko Ciebie                   | Daniel               |
| 2018 | Plan ucieczki 2: Hades               | Jaspar Kimbral       |
| 2020 | Tenet                                | Sammy                |

### Seriale TV
| Rok       | Serial            | Rola                          | Odcinek                 |
| --------- | ----------------- | ----------------------------- | ----------------------- |
| 2005–2006 | Barbershop        | Isaac                         | 10 odcinków             |
| 2005      | Sleeper Cell      | Frat Boy                      | Odcinek: Al-Faitha      |
| 2009      | Jednostka         | Sierżant sztabowy Sam McBride | 8 odcinków              |
| 2012      | Political Animals | Gunner Cox                    | Odcinek: Lost Boys      |
| 2012      | Mentalista        | Vince                         | Odcinek: Cherry Picked  |
| 2014–2017 | Hand of God       | Shane Caldwell                | 2 odcinki               |
| 2015–2022 | The Expanse       | Amos Burton                   | Regularny               |
| 2017      | Nocna zmiana      | Clark                         | Odcinek: Keep the Faith |